# Boekenwet 1803
De Boekenwet 1803 of Wet van 3 Junij 1803 was onder de Bataafse Republiek de eerste nationale regeling in Nederland ter bestrijding van ongeoorloofde nadruk. Deze regeling betrof echter slechts het kopijrecht, dat diende ter bescherming van de belangen van de uitgevers en niet die van de auteurs. Het object was niet het geestesproduct van een schrijver, maar het gedrukte boek zoals dat door de oorspronkelijke uitgever was gepubliceerd. Sinds 1766 bestond een dergelijke regeling reeds in het gewest Holland.
Het betrof een korte wettekst met twaalf artikelen. In het eerste artikel werd uitdrukkelijk melding gemaakt van het Maatschappelijk Verdrag, een concept uit het in de Franse tijd populair geworden gedachtegoed van de Franse filosoof Rousseau, dat deze had uitgewerkt in zijn Du contrat social en dat voor de grondleggers van de Bataafse Republiek in 1795 een leidraad was geweest.
Op grond van bepalingen uit deze wet konden makers van inbreuk worden bestraft en benadeelden aanspraak maken op een schadeloosstelling.
Het kopijrecht erkende een "eigendomsrecht" op geschriften, dat weliswaar zijn oorsprong vond in de geestelijke arbeid van de auteurs, maar die bescherming werd niét aan de auteurs zèlf doch daarentegen enkel aan de uitgevers van hun werken verleend. Anders dan in de regeling die in 1766 in Holland was afgekondigd, werd in de wet uit 1803 rekening werd gehouden met de mogelijkheid dat de uitgever zelf de "opsteller" van het geschrift was.
Volgens de wet uit 1803 werd het recht verleend aan ieder "die in de Bataafsche Republiek een oorspronkelijk werk uitgeeft, waarvan hij het gewoonlijk alzo genoemd, Regt van kopij of bezit, omdat hij zelf daarvan de opsteller is, of om niet, of voor geld, of op eene andere, mits wettige wijze, bekomen heeft".
Het kopijrecht op een werk ging over op de erfgenamen van de uitgevers en was (conform de benaming "eigendomsrecht") eeuwigdurend. Daartoe behoorde ook de uitsluitende bevoegdheid vertalingen en samenvattingen van het betreffend geschrift te publiceren.
Als doel van de wet werd genoemd de bevordering van de boekhandel en ook " 1°. de bevordering der verlichting en der wetenschappen in ons Vaderland en 2°. de zekerheid der ingezetenen, dat door een dergelijke Wet, hun vrije handel niet meer werd beperkt, dan volstrekt vereischt wordt, tot maintien van een ieders wettig regt van Eigendom".
Dit blijkt uit de overwegingen, die het Staatsbewind van de Bataafse Republiek (dat wil zeggen de regering) aan het Wetgevend Ligchaam (dat wil zeggen het parlement) deed toekomen, de Consideransen tot de wet van 3 Junij 1803, geopperd door het Staatsbewind der Bataafsche Republiek bij missive van 10 Januarij 1803 aan het Wetgevend Ligchaam van  het Bataafsch Gemeenebest (gepubliceerd in J.T. Bodel Nyenhuis De wetgeving op drukpers en boekhandel in de Nederlanden tot in het begin der XIXde eeuw - zie infra onder Literatuur).

## Verdere ontwikkeling
In 1808, toen de Bataafse Republiek inmiddels was opgegaan in het Koninkrijk Holland, vaardigde de toenmalige koning Lodewijk een decreet af met nadere regels: het Decreet van den Koning van Holland van den 3 December 1808, houdende ampliatie der Publicatie van 3 Junij 1803, betreffende het drukken en uitgeven van boeken, en het nadrukken van platen, kaarten enz.. 
Ten tijde van het Koninkrijk Holland werd gewerkt aan een voorstel voor een nieuwe wet door W.Holtrop, waarin ook buitenlandse werken tegen ongeoorloofde nadruk en vertaling werden beschermd.